# Museo dell'orso marsicano
Il museo dell'orso marsicano (MOM) è un museo del comune di Palena, sito in vico II Gradoni 2, nell'ex convento di Sant'Antonio.

## Struttura
Le sale espositive sono allestite con pannelli, diorami e una ricostruzione della foresta di notte che vogliono documentare la vita, le caratteristiche biologiche, la mitologia, la storia e i progetti di salvaguardia (con gli annessi problemi relativi al rischio di estinzione) dell'orso bruno marsicano. Una parte didattico-interattiva che proietta video sulla vita dell'orso ed una escursione nei luoghi ove vive l'orso completano il museo.